# Église de la Sainte-Trinité d'Athènes
Pour les articles homonymes, voir Église de la Sainte-Trinité.
L'église de la Sainte-Trinité (grec moderne : Ναός Αγίας Τριάδος, russe : Церковь Святой Троицы) est une église de l'époque byzantine, située rue Filellínon, qui dessert la communauté russe orthodoxe d'Athènes, en Grèce.

## Historique

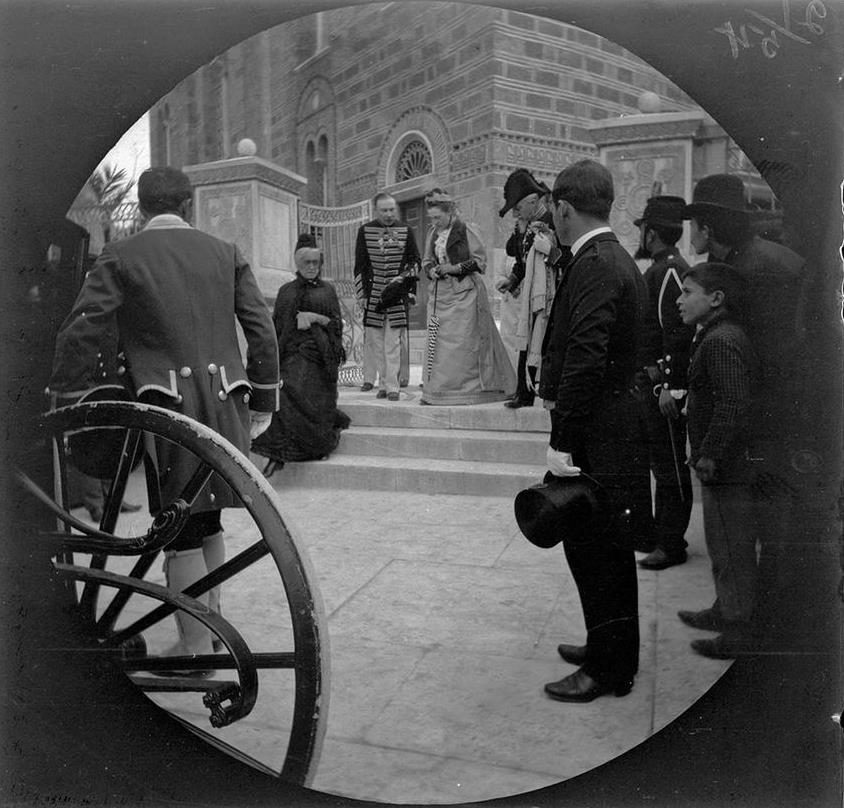
La reine Olga à l'église de la Sainte-Trinité, en 1891.

L'église est connue sous différents noms : l'église russe (grec moderne : Ρωσική Εκκλησία), ou Saint-Nicodème (Άγιος Νικόδημος), un nom d'origine moderne qui est une déformation de son nom originel Sôteira Lykodímou (grec moderne : Σωτείρα Λυκοδήμου, « la [Vierge] sauveuse de Lycodème »), « Lycodème » étant probablement le nom de famille d'un de ses fondateurs,. Il s'agit à l'origine du katholikon d'un grand couvent féminin, cependant le reste de celui-ci est démoli en 1778 par le gouverneur ottoman de l'époque, Hadji Ali Haseki, afin de construire une nouvelle enceinte de la ville.

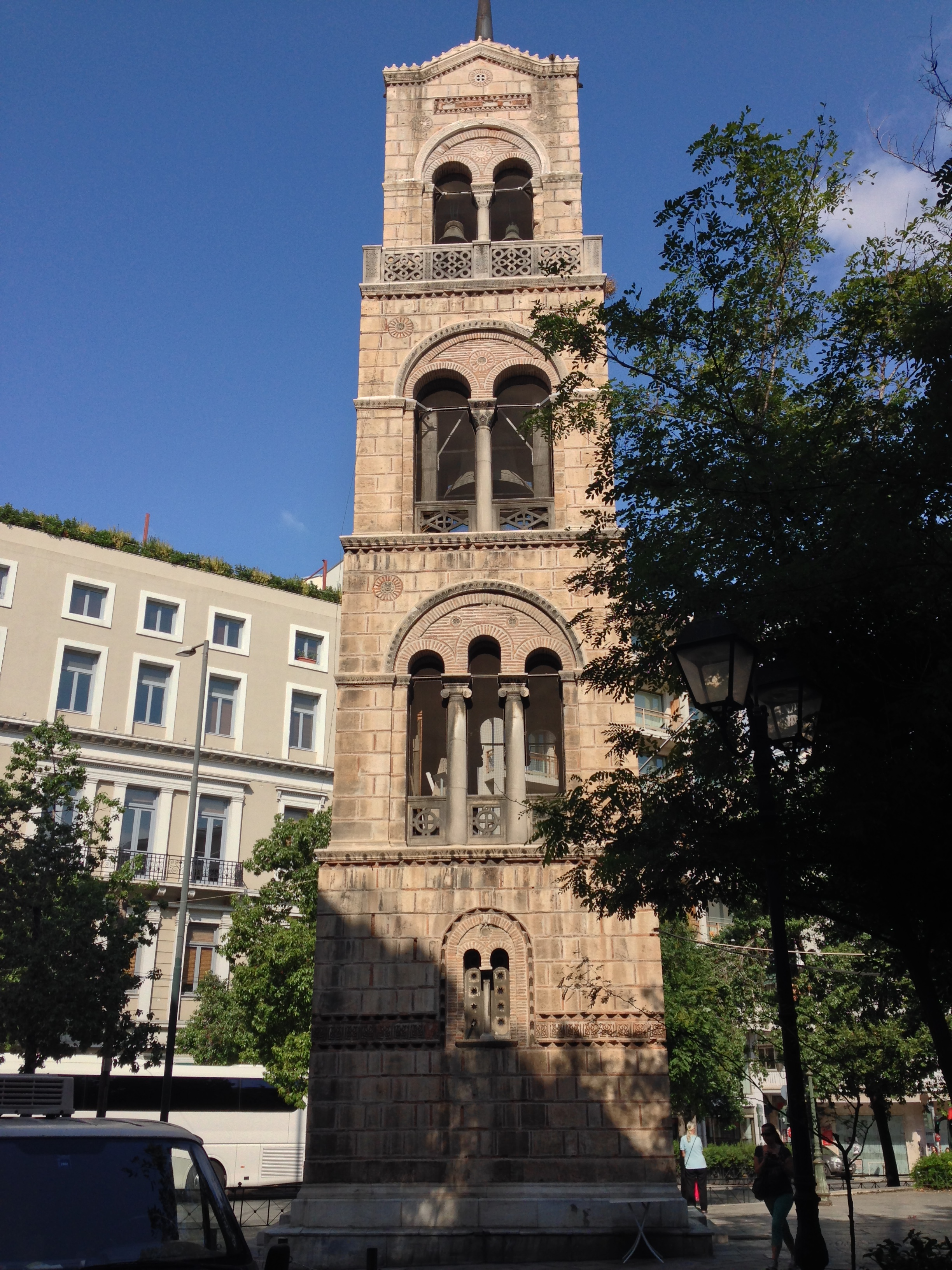
Vue du clocher de l'église.

L'archéologue grec du XIXe siècle K. Pittakès suggère une relation entre le nom « Lycodème » et le Lycée d'Aristote, datant de l'antiquité classique. Bien que cette suggestion ne peut pas être prouvée, des fouilles menées sur le site avant la reconstruction de l'église dans les années 1850 révèlent les fondations d'une église antérieure, datant du VIe siècle, époque pendant laquelle les traditions classiques de la ville sont encore présentes. Cependant, la découverte de l'emplacement exact du Lycée en 1996 réfute cette hypothèse.
Un certain nombre de graffitis dans l'église indiquent que la structure actuelle est construite avant 1044 (ou même encore plus tôt, avant 1031), et mentionnent le nom du protoktètor (« premier fondateur »), Étienne. Sa morphologie, qui s'inspire fortement de celle du monastère d'Ósios Loukás, dont la construction est achevée en 1011, indique un terminus post quem pour sa construction. Aucune autre information sur l'église n'est connue au cours des siècles suivants, jusqu'au tremblement de terre du 3 septembre 1705, où elle subit des dommages considérables, après quoi elle aurait été réparée et sa décoration intérieure renouvelée. Cependant, l'archimandrite russe Antonin du XIXe siècle rapporte que l'église est abandonnée dès le XVIe siècle, ainsi que ses environs.
En 1821, lors du siège grec de l'Acropole, elle est gravement endommagée par un boulet de canon tiré par les défenseurs ottomans : les deux tiers de la coupole et l'intégralité du mur ouest, ainsi que les voûtes situées au-dessus du narthex, s'effondrent. Par conséquent, après la fin de la guerre d'indépendance grecque, elle est abandonnée et tombe progressivement en ruine. En 1847, le tsar Nicolas Ier propose d'acquérir l'église afin d'offrir des services religieux à la communauté russe d'Athènes. Le gouvernement grec accepte cette proposition, à condition que l'église existante soit restaurée dans son état d'origine.
Le comité technique réuni pour examiner l'église conclut initialement qu'il serait préférable qu'elle soit démolie et remplacée par une nouvelle structure, mais finalement, il est décidé de la restaurer et de la reconstruire aussi près que possible de son aspect originel. Les travaux sont réalisés de 1850 à 1855, sous la supervision du major de l'armée grecque T. Vlassópoulos ; le dôme, le côté ouest et presque la totalité des voûtes sont enlevés et remplacés, mais le côté est, une grande partie du côté nord et sud, ainsi que les parties inférieures du mur ouest, sont ceux de l'édifice byzantin d'origine. Cependant, un certain nombre d'interventions plus ou moins radicales sont effectuées, qui conduisent à une modification considérable de l'aspect du bâtiment. À l'instigation du chercheur français A. Couchaud, l'ensemble des murs intérieurs non porteurs est enlevé, dans une tentative de remettre l'église dans son état « originel ». Si certains de ces murs sont effectivement des ajouts postérieurs au XVIIIe siècle, nombre d'entre eux faisaient partie intégrante de l'église d'origine, servant à délimiter ses espaces fonctionnels. Vlassópoulos procède également à l'ajout de « portes élaborées, de meneaux de fenêtres et surtout de hauts crépis de marbre chanfreinés », ce qui « porte atteinte à l'authenticité du monument », tandis que le templon en marbre de l'église est emporté et n'est jamais restauré. Il n'est aujourd'hui connu que par un dessin du Français A. Lenoir, probablement esquissé en 1840.

## Description
La plus grande église byzantine d'Athènes ayant survécu, elle est « clairement la plus ancienne et la plus fidèle copie » du grand katholikon du monastère d'Ósios Loukás, tant du point de vue de la morphologie, des dimensions - l'église athénienne présente des mesures presque exactement aux trois quarts de celles d'Ósios Loukás - que de la décoration. Son plan est celui d'une église à croix inscrite, typique de la période moyenne byzantine, avec un dôme reposant sur une base de forme octogonale,. La maçonnerie est de grande qualité, avec des pierres de taille séparées par des doubles rangées de briques. L'extérieur de l'édifice présente des motifs décoratifs pseudo-coufiques en briques, semblables à ceux d'Ósios Loukás, ainsi que d'une autre église athénienne, l'église des Saints-Apôtres, qui date plus ou moins de cette même période. Certains sont placés individuellement au milieu de la maçonnerie, mais d'autres sont utilisés pour former une frise courant sur trois côtés du bâtiment, avec des ornements champlevés sur du plâtre blanc, imitant l'art byzantin contemporain.
La décoration intérieure actuelle est constituée de fresques réalisées dans le cadre de la restauration du milieu du XIXe siècle par l'artiste allemand Ludwig Thiersch, à l'époque professeur à l'école des beaux arts d'Athènes, avec l'aide de Nikifóros Lýtras et Spyrídon Chatzigiannópoulos. À l'exception d'un buste représentant le Christ et deux anges sur un arc du mur sud de l'église, la décoration intérieure précédente de l'église a disparu. L'essentiel de ce que l'on sait à son sujet provient des croquis réalisés par le chercheur français Paul Durand. D'après les éléments disponibles, l'édifice a subi au moins trois autres phases de décoration au cours de son histoire jusqu'à cette date, la dernière d'entre-elles ayant lieu au début du XVIIIe siècle, dans le cadre des réparations des dégâts causés par le tremblement de terre de 1705. Selon les croquis de Durand, la plupart des décorations représentaient des exemples tardifs de l'école crétoise. Cependant, les peintures de la coupole, qui montraient huit anges entourant et soutenant le grand Christ pantocrator représenté sur le dôme, dataient probablement de l'ensemble décoratif originel du XIe siècle.